# Wesentliche Erweiterung
Der Begriff der wesentlichen Erweiterung stammt aus dem mathematischen Teilgebiet der Kategorientheorie, genauer aus der Kategorie der Moduln über einem kommutativen Ring R mit einem vom Nullelement verschiedenen Einselement. Dort werden wesentliche Erweiterungen hauptsächlich dazu benötigt,  injektive Hüllen zu definieren.

## Definition
Sei R ein kommutativer Ring mit einem vom Nullelement verschiedenen Einselement und seien M und N zwei R-Moduln mit 
{\displaystyle M\subseteq N.}
Dann heißt N wesentliche Erweiterung von M, wenn für jeden R-Untermodul U von N mit {\displaystyle U\neq 0} gilt:
{\displaystyle U\cap M\neq 0.}

## Bemerkungen
Sind M und N zwei R-Moduln mit {\displaystyle M\subseteq N\,}. Dann gibt es einen Untermodul E von N, der maximale wesentliche Erweiterung von M in N ist. Ist N ein injektiver Modul, so ist auch E injektiv.
Wesentliche Erweiterungen graduierter Moduln über graduierten Ringen werden analog definiert.